# メイム・ビアリク
メイム・ビアリク（Mayim Bialik, 1975年12月12日 - ）は、アメリカ合衆国出身の女優である。なお英語での発音はマイム・ビアーリク（[ˈmaɪəm biˈɑːlɪk], MY-im bee-AH-lik）である。

## 人物
カリフォルニア州サンディエゴ生まれ。ユダヤ系。
1980年代に子役としてキャリアをスタートさせ、映画・テレビドラマなどで活躍。
日本ではNHK教育テレビで1995年から1997年に放送された『ブロッサム』の主役を務めた。
女優業を続けながら、高校の時の家庭教師の先生がきっかけで苦手意識のあった理系科目を克服し、化学に興味を持ち、カリフォルニア大学ロサンゼルス校に進学。2007年には、神経科学の博士号を取得している。『ビッグバン★セオリー』でも神経科学者の役を演じている。
2003年に結婚して、2012年に離婚。息子が二人いる。

## 出演作品

### テレビ
- ビッグバン★セオリー/ギークなボクらの恋愛法則（エイミー・ファラ・ファウラー）
- ヤング・シェルドン エイミー・ファラ・ファウラーの声）
- アメリカン・ティーンエイジャー 〜エイミーの秘密〜
- 女捜査官グレイス 〜 天使の保護観察中
- BONES ボーンズ -骨は語る-
- ラリーのミッドライフ★クライシス
- Fat Actress　ファット・アクトレス
- ブロッサム（ブロッサム）
- トラブルボックス/恋とスパイと大作戦

### 映画
- フォエバー・フレンズ （1988年）
- パンプキンヘッド（1989年）

### オリジナルビデオ
- ゼウスのハロウィン おばけ屋敷で大騒動